# Franck Verzefé
Franck Verzefé est un docteur, entrepreneur, chef d’entreprise camerounais qui exerce dans la pharmacie, l'informatique, l'intelligence artificielle et les nanotechnologies.

## Biographie

### Enfance
Verzefé est né le 15 octobre 1993 à Bangoua, d’un père camerounais et d’une mère nigérienne.

### Éducation
Il fait ses études secondaires au lycée de Babouantou dans le Haut-Nkam (Cameroun) et y obtient le baccalauréat en 2013. 
Il commence l’année académique en biochimie à l’université de Dschang qu’il ne termine pas, il va poursuivre son parcours universitaire en pharmacie à l’université de Lubumbashi en République démocratique du Congo jusqu’en 2017. 
Ses compétences en informatique, intelligence artificielle et nanotechnologies sont obtenues par la participation à des cours en ligne, MOOC organisés par des universités d’Europe, États-Unis.
Depuis janvier 2020, il est docteur en pharmacie, diplômé de l'université de Lumumbashi. 
Il a été conférencier pour le compte de l'UIT à la WorldAIShow qui est une conférence sur l'intelligence artificielle.

### Carrière
Franck Verzefé débute l’aventure entrepreneuriale en 2014, alors qu’il est en deuxième année universitaire à Lumumbashi par le lancement d’une agence immobilière, immo Bethel,.
En 2017, il se lance dans un projet de détection de faux médicaments inspiré par une lecture en bibliothèque des travaux d’un aîné académique qui avait rendu une enquête sur les médicaments falsifiés. Cette idée de projet lui permettra d’ouvrir à Yaoundé, capitale du Cameroun, une entreprise True-Spec Africa qui offre des services informatiques pour l’industrie pharmaceutique et médicale. 
Il est connu pour son travail dans la détection de faux médicaments pharmaceutiques.
Fondateur de immo Bethel, entreprise spécialisée dans l’immobilier et de True-Spec Africa, entreprise spécialisée dans les nanotechnologies,,, il dirige l'équipe de True-Spec Africa qui développe une intelligence artificielle appelée RAI (Real Active Ingredient) qui permet de connaître la composition chimique des médicaments et de consulter les résultats des analyses en quelques secondes,,,. 
Verzefé coordonne le groupe de réflexion ONU/UIT et OMS sur l'intelligence artificielle pour la santé. Il y a la responsabilité de définir les standards internationaux, les référentiels, les règlementations et politiques d’utilisation de l’IA dans le domaine de l’analyse.

## Distinctions
- Membre top 30 de l’OMS des innovateurs africains dans le domaine médical[1],[12],[13],[14].
- Parmi les cinq entrepreneurs sociaux en Afrique selon l’African Youth Award[12],[14].
- Dans le top 50 des entrepreneurs africains créant de l’emploi et ayant un impact sur le continent[12],[14], selon l’African Entrepreneurship Award (Maroc).
- Invité et félicité par l’université Harvard et la fondation Brazzaville en Angleterre[12],[14],
- Classé en Angleterre par Worldlab dans le top 100 des Elevating Ideas[12],[14],
- Nommé en Afrique du Sud par TedX Johannesbourg dans le top 100 des idées du 100e millénaire[7],[12],[14], en janvier 2019.
- Classé dans le top 50 des jeunes Camerounais les plus influents et apparaît à la première place dans la catégorie science et technologie[7],[12],[14].